# Neuberger Museum of Art
Le Neuberger Museum of Art est un musée américain créé en 1974 par Roy R. Neuberger (1903-2010), un financier et collectionneur d'art. Il est situé à Purchase dans l'État de New York (États-Unis).
Initiée par une donation de 108 œuvres de Roy R. Neuberger, la collection actuelle comprend plus de 6 000 œuvres, principalement d'art moderne et contemporain et d'art africain.